# Grävenwiesbach
Grävenwiesbach è un comune tedesco di 5 352 abitanti,, situato nel land dell'Assia.